# Mountainbike-Enduro-Weltmeisterschaften
Die Mountainbike-Enduro-Weltmeisterschaften sind die vom Radsport-Weltverband UCI jährlich organisierten Welttitelkämpfe im Enduro, einer Unterart des Mountainbikesports. Erstmals fanden sie im September 2024 statt.

## Geschichte
Im Oktober 2013 hatte die UCI erstmals Enduro in ihr Regelwerk aufgenommen. 2019 war die Enduro World Series in den UCI-Rennkalender aufgenommen und 2023 organisatorisch mit dem UCI-Mountainbike-Weltcup zusammengelegt worden. Im Juni 2024 schließlich wurde die erstmalige Ausrichtung von Weltmeisterschaften am 14. und 15. September im italienischen Val di Fassa angekündigt. Als Organisator im Namen der UCI traten Warner Bros auf, die ebenfalls den UCI-Mountainbike-Weltcup ausrichten. Es gab Wettbewerbe für Männer und Frauen, jeweils mit und ohne elektrische Unterstützung (Enduro bzw. E-Enduro). Die Wettbewerbe fanden auf der Tutti Frutti genannten Strecke vom Col Rodella nach Canazei statt, die bereits für die Enduro World Series Verwendung gefunden hatte.

## Palmarès

### Enduro Männer
| Jahr | Gold        | Silber        | Bronze          |
| ---- | ----------- | ------------- | --------------- |
| 2024 | Alex Rudeau | Louis Jeandel | Richard Rude Jr |

### Enduro Frauen
| Jahr | Gold              | Silber        | Bronze         |
| ---- | ----------------- | ------------- | -------------- |
| 2024 | Isabeau Cordurier | Mélanie Pugin | Morgane Charre |

### E-Enduro Männer
| Jahr | Gold         | Silber         | Bronze      |
| ---- | ------------ | -------------- | ----------- |
| 2024 | Kevin Miquel | Andrea Garibbo | Kevin Marry |

### E-Enduro Frauen
| Jahr | Gold            | Silber              | Bronze           |
| ---- | --------------- | ------------------- | ---------------- |
| 2024 | Estelle Charles | Florencia Espiñeira | Raphaela Richter |